# رونوی
رونوی (به اسپانیایی: Rondoy) یک کوه در پرو است که در استان بولونسی واقع شده‌است. رونوی ۵٬۸۷۰ متر بالاتر از سطح دریا واقع شده‌است.